# Sonny Drane
Sonny Drane, geborene Sonnhild Spielhagen, auch Sonny Freeman (* 13. März 1939 in Berlin; † 21. Mai 2013 in London) war ein deutsch-britisches Fotomodell.

## Leben
Sonny Drane wurde als Sonnhild Spielhagen 1939 in Berlin geboren. Ihr Vater, der spätere Zweite Breslauer Bürgermeister Wolfgang Spielhagen, wurde am 28. Januar 1945 auf dem Breslauer Ring von Angehörigen des Volkssturms standrechtlich erschossen. Spielhagen hatte zur Kapitulation geraten, um mehr zivile Opfer zu verhindern. Sonnhild wuchs nach dem Zweiten Weltkrieg in Großbritannien auf und wurde unter dem Namen Sonny Freeman in den 1960er Jahren in Großbritannien in erfolgreiches Fotomodell. Der bekannte britische Fotograf Robert Freeman nahm Bilder von ihr in den allerersten Pirelli-Kalender auf, für den er der einzige Fotograf war. Kurze Zeit nach den Aufnahmen heirateten die beiden. Sie begleiteten 1964 die Beatles auf ihrer Tournee durch die Vereinigten Staaten. Sonny war zeitweise eine enge Freundin John Lennons. Sonny war laut dem britischen Autor und Journalisten Philip Norman die Inspiration hinter dem Beatles-Song Norwegian Wood (This Bird Has Flown). Aus der Ehe mit Robert Freeman gingen eine Tochter und ein Sohn hervor. In den frühen 1970er Jahren ließ sich Freeman von seiner Frau scheiden. Sonny heiratete später John Drane und nahm dessen Nachnamen an. Sie starb an den Spätfolgen eines Unfalls 2013 in London.